# Vallunaraju
Le Vallunaraju,, ou Wallunaraju, (du quechua walluy « couper », wallu « oreille coupée, quelqu'un dont les oreilles sont amputées », -na un suffixe nominalisant, et rahu « montagne enneigée, couverte de neige »), est une montagne de la cordillère Blanche dans les Andes péruviennes. Elle s'élève à 5 686 m d'altitude, et est située dans la province de Huaraz, dans la région d'Ancash. Le Vallunaraju se trouve au sud-ouest du Ranrapalca et de l'Ocshapalca.
La première ascension du Vallunaraju, par la face sud-ouest, est réalisée en 1949 par le couple d'alpinistes suisses A. Szepessy et Maria Szepessy.

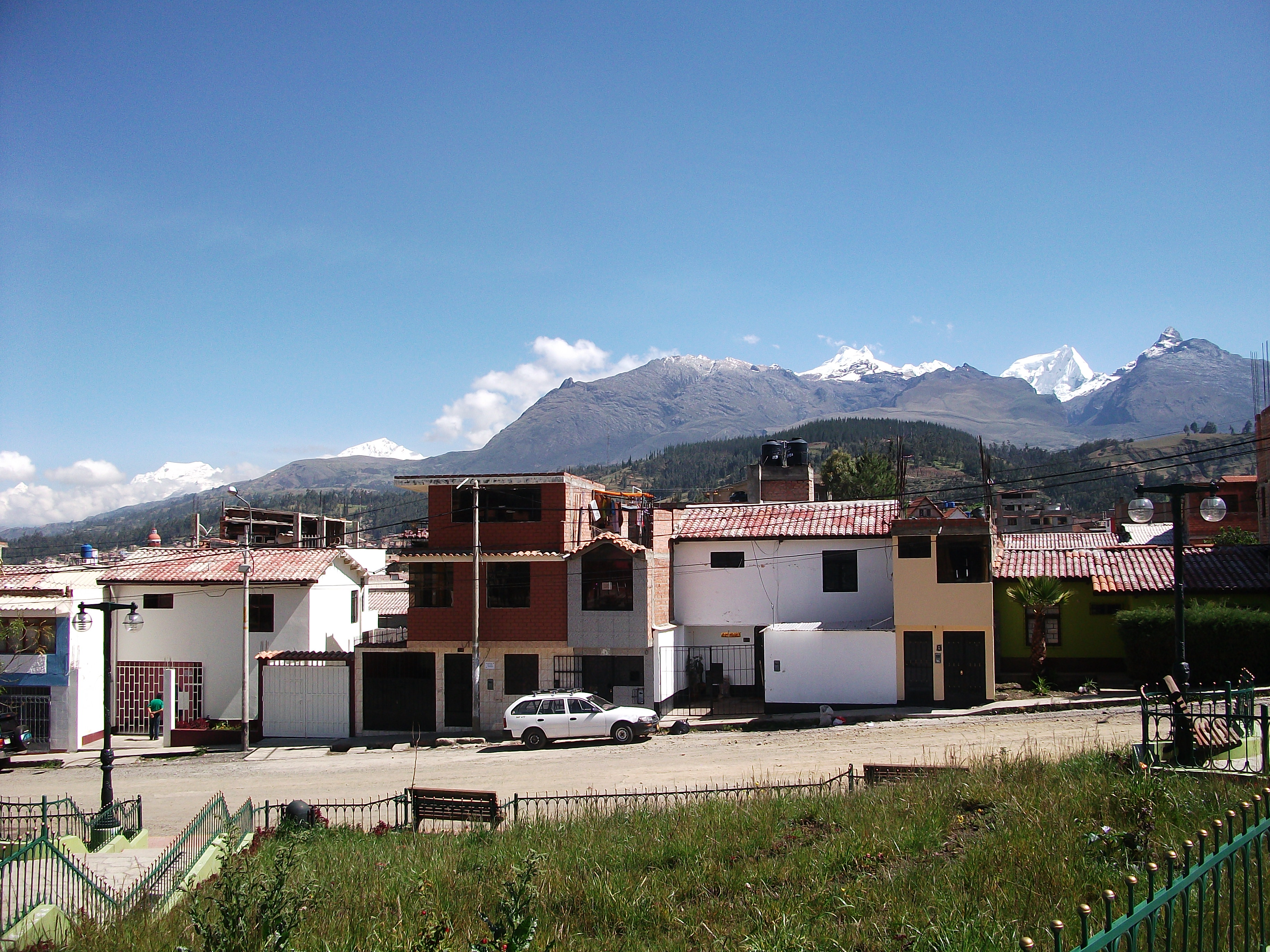
Le Vallunaraju, l'Ocshapalca, le Ranrapalca et le Rima Rima vus depuis Huaraz.
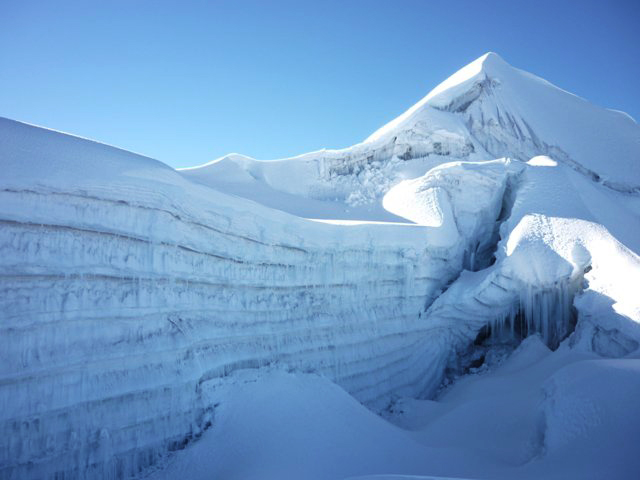
Le Vallunaraju.
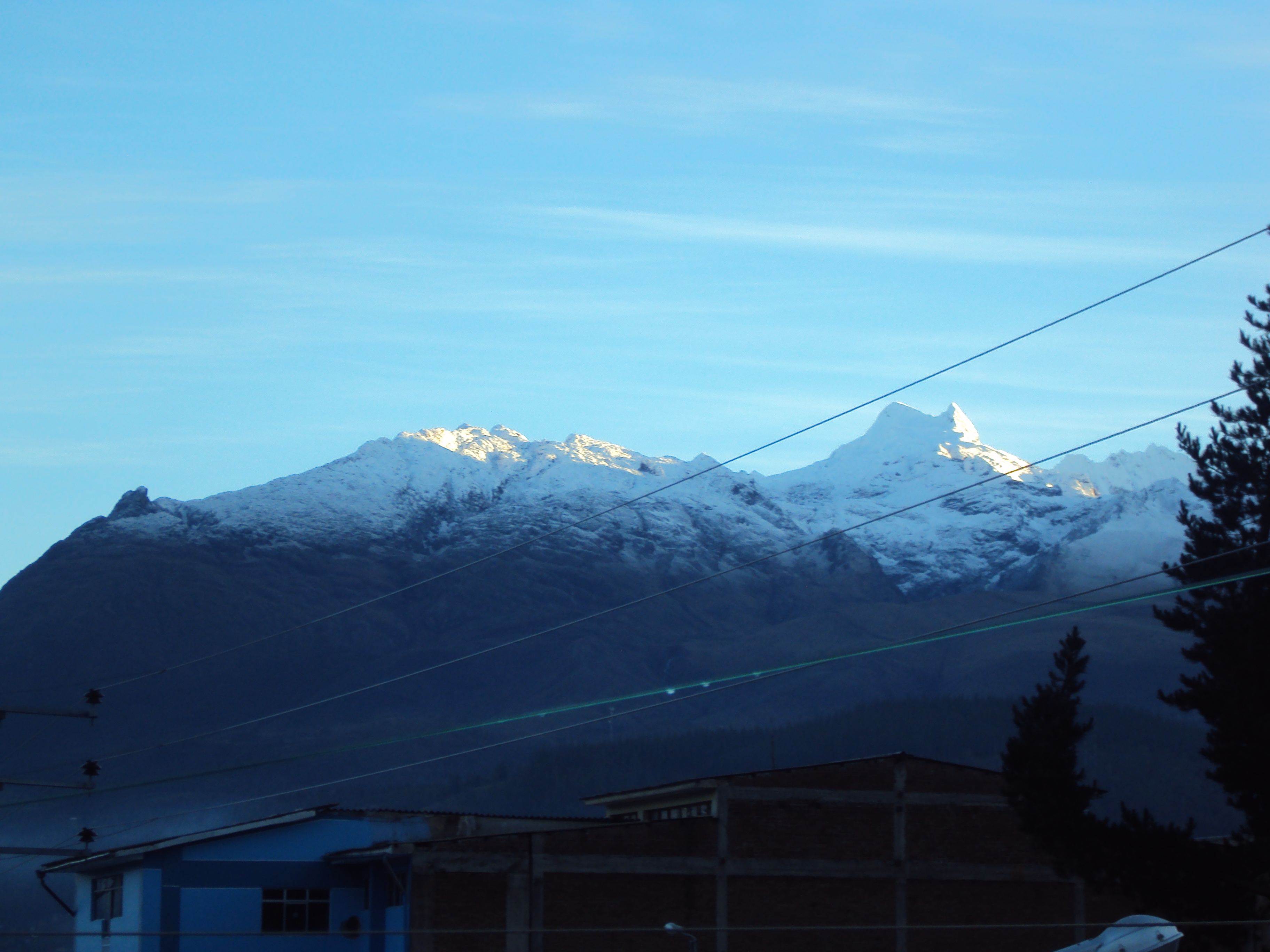
Le Vallunaraju (sur la droite) vu depuis Huaraz.